# バーナード・サムナー

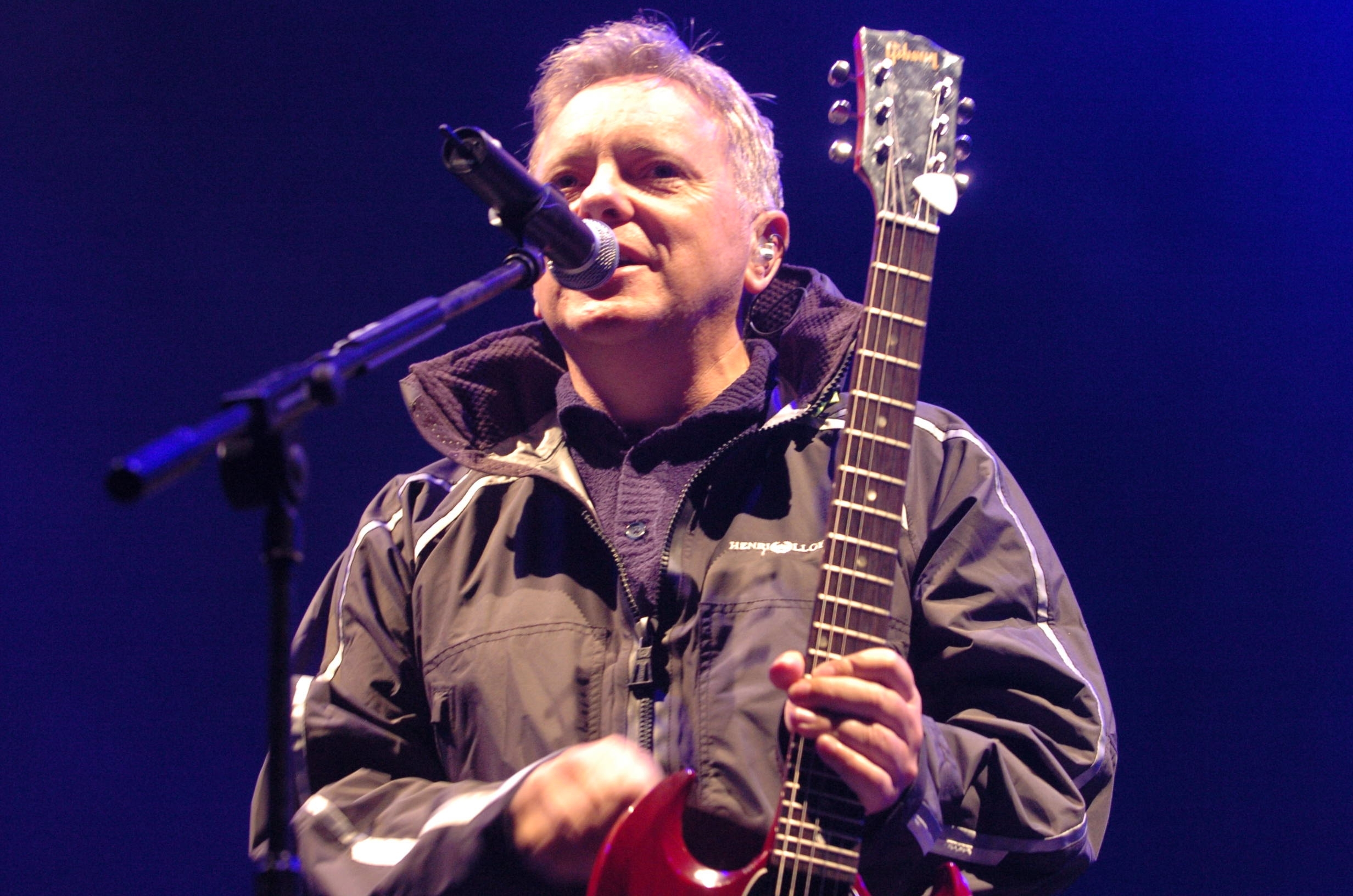
バーナード・サムナー

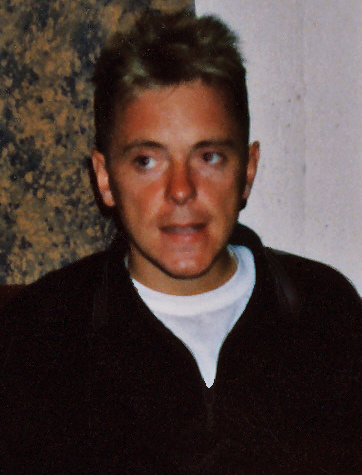
バーナード・サムナー（1987年）

バーナード・サムナー（Bernard Sumner、1956年1月4日 - ）は、イギリスのミュージシャン。グレーター・マンチェスターのサルフォード出身。愛称はバーニー。
イギリスのロックバンド、ニュー・オーダーのメンバーで、担当はヴォーカル、ギター、キーボード。前身のジョイ・ディヴィジョンでは主にギターを担当していた。

## 来歴
1976年にピーター・フック、イアン・カーティスと共にジョイ・ディヴィジョンを結成。同バンドのギタリストとして活躍する。ジョイ・ディヴィジョンはポストパンクの代表的なバンドとして人気を博したが、1980年にヴォーカルのイアン・カーティスが自殺したことにより活動停止。残されたメンバーは話し合いの末、新たにニュー・オーダーと名乗って音楽活動を継続することし、サムナーがヴォーカルと作詞を担当することになった。
また、ニュー・オーダーとしての活動の一方で、別プロジェクトも展開。1989年にはザ・スミスのジョニー・マーとエレクトロニックを結成した。2009年にはニュー・オーダーのフィル・カニンガムらとバッド・ルーテナントを結成。デビュー・アルバム『Never Cry Another Tear』には、ブラーのアレックス・ジェームスやジョイ・ディヴィジョン時代からの盟友スティーヴン・モリスも制作に参加した。
音楽プロデューサーとしてもハッピーマンデーズのシングルを手掛けたほか、様々なバンドの作品のリミックスも行っている。

## 名前について
バーナード・サムナー以外にバーナード・ディッケンまたはバーナード・アルブレヒトと名乗っていた時期があるが、その理由については本人が説明を拒んでいた。これは背景には複雑な家庭の問題があるためである。2007年に明らかになった事実によれば、サムナーが実母の旧姓で、ディッケンは継父の姓であるとのことである。また、ジョイ・ディヴィジョン時代の「アルブレヒト」という姓はベルナルド・ブレヒトに由来する芸名である。
また、バーニーという愛称で親しまれているものの、本人はこの呼び方を気に入っていない。

## 私生活
1978年11月に最初の結婚をしたものの、1989年に離婚している。現在は二人目の妻と共にチェシャーに住んでいる。三人の息子と一人の娘がいる。

## エピソード
- 思春期のころは、スキンヘッドのグループに属していた。本人曰く、「仲間にならなければ、ぼこぼこにされていたから」だという。
- 憂鬱質で、抗うつ剤を使用していた期間も長い。
- 金髪がトレードマークだが、一時エレクトロニックのパートナーのジョニー・マーと同じ黒に短髪という髪型をしていた時期がある。
- 作詞家、作曲家としての評価は高い一方、ヴォーカリストとしての技量はたびたび議論になる。初期は自分の作った曲なのにライブで音程が全くとれていないことも珍しくなかった。90年代以降は同一人物とは思えないほど大幅に改善しているが、時折キーをはずすことが無くはない。
- 80年代来日時、Logic System（YMOのマニピュレイター松武秀樹 のソロ・プロジェクト）やカシオペア を愛聴していると公言していた。

## ディスコグラフィー

### ジョイ・ディヴィジョン
- アンノウン・プレジャーズ Unknown Pleasures （1979年）
- クローサー Closer （1980年）

### エレクトロニック
- エレクトロニック　Electronic （1991年）
- レイズ・ザ・プレッシャー　Raise The Pressure （1996年）
- トゥイステッド・テンダネス　Twisted Tenderness （1999年）

### バッド・ルーテナント
- ネバー・クライ・アナザー・ティア　Never Cry Another Tear （2009年）

## 著書
- ニュー・オーダーとジョイ・ディヴィジョン、そしてぼく（自伝、萩原麻理訳、ele-king books（Pヴァイン）、2015年9月、原著は『Chapter and Verse - New Order, Joy Division and Me』として2014年に発行)